# Bruno Bettelheim
Bruno Bettelheim (Viena, 28 de Agosto de 1903 — Silver Spring, 13 de Março de 1990) foi um comerciante de madeira  com doutorando em história da arte, nascido na Áustria. Foi reconhecido como psicólogo infantil, porém não era psicólogo.

## Biografia
Após a anexação da Áustria pelo Terceiro Reich, na véspera da Segunda Guerra Mundial, foi deportado com outros judeus austríacos para o campo de concentração de Dachau e, mais tarde, para Buchenwald. Aí pôde observar os comportamentos humanos quando o indivíduo é sujeito a condições extremas, percepcionadas como radicalmente destrutivas (desumanização), que estiveram mais tarde na base das suas teorias sobre a origem do autismo.
Graças a uma anistia em 1939, Bettelheim e centenas de outros prisioneiros foram libertados, o que lhe salvou a vida. Emigrou então rumo aos Estados Unidos, onde foi professor de psicologia em universidades americanas e dirigiu o Instituto Sonia-Shankman em Chicago para crianças psicóticas, destacando-se o seu trabalho com crianças autistas.
Acerca de seus trabalhos com pacientes autistas, Bettelheim reivindicou que a causa do autismo seriam "As mães geladeiras": mães frias, sem sentimentos, que levavam os filhos a um isolamento mental. Suas teorias foram aceitas internacionalmente por mais de duas décadas. Bruno Bettelheim suicídou-se aos 86 anos de idade, em 1990, acredita-se pelo fato de ter começado a perder sua credibilidade. Foi descoberto posteriormente que a experiência de Bettelheim foi exagerada e que carecia de comprovação científica, e que ele não tinha qualificações necessárias para dirigir uma escola ou elaborar teorias sobre as causas do autismo. Também foi acusado de maus tratos a seus pacientes (pessoas com deficiências, a maioria autista). Só após seu suicídio, se descobriu que nunca havia se encontrado com Freud, a quem chamava de mentor, inventara títulos acadêmicos inexistentes, expunha crianças a situações embaraçosas e batia em seus pacientes.

## Obras
- 1943 "Individual and Mass Behavior in Extreme Situations", Journal of Abnormal and Social Psychology, 38: 417-452.
- 1950 Love Is Not Enough: The Treatment of Emotionally Disturbed Children, Free Press, Glencoe, Ill.
- 1954 Symbolic Wounds; Puberty Rites and the Envious Male, Free Press, Glencoe, Ill.
- 1955 Truants From Life; The Rehabilitation of Emotionally Disturbed Children, Free Press, Glencoe, Ill.
- 1959 "Joey: A 'Mechanical Boy'", Scientific American, 200, março de 1959: 117-126.
- 1960 The Informed Heart: Autonomy in a Mass Age, The Free Press, Glencoe, Ill.
- 1962 Dialogues with Mothers, The Free Press, Glencoe, Ill.
- 1967 The Empty Fortress: Infantile autism and the birth of the self, The Free Press, New York
- 1969 The Children of the Dream, Macmillan, London & New York
- 1974 A Home for the Heart, Knopf, New York.
- 1976 The Uses of Enchantment: The Meaning and Importance of Fairy Tales, Knopf, New York (trad. portuguesa: Psicanálise dos contos de fadas.)
- 1979 Surviving and Other Essays, Knopf, New York
- 1982 On Learning to Read: The Child's Fascination with Meaning (com Karen Zelan), Knopf, New York
- 1982 Freud and Man's Soul, Knopf, New York
- 1987 A Good Enough Parent: A book on Child-Rearing, Knopf, New York
- 1990 Freud's Vienna and Other Essays, Knopf, New York

### Obras sobre Bettelheim
- Angres, Ronald: "Who, Really, Was Bruno Bettelheim?", Commentary, 90, (4), October 1990: 26-30.
- Bersihand, Geneviève : Bettelheim, R. Jauze, Champigny-sur-Marne, 1977.
- Eliot, Stephen: Not the Thing I Was: Thirteen Years at Bruno Bettelheim's Orthogenic School, St. Martin's Press, 2003.
- Frattaroli, Elio: "Bruno Bettelheim´s Unrecognized Contribution to Psychoanalytic Thought", Psychoanalytic Review, 81:379-409, 1994.
- Heisig, James W.: "Bruno Bettelheim and the Fairy Tales", Children's Literature, 6, 1977: 93-115.
- Krumenacker, Franz-Josef: Bettelheim: Grundpositionen seiner Theorie und Praxis, Reinhardt/UTB für Wissenschaft, München, 1998.
- Marcus, Paul: Autonomy in the Extreme Situation. Bruno Bettelheim, the Nazi Concentration Camps and the Mass Society, Praeger, Westport, Conn., 1999.
- Pollak, Richard: The Creation of Dr. B: A Biography of Bruno Bettelheim, Simon & Schuster, New York, 1997.
- Raines, Theron: Rising to the Light: A Portrait of Bruno Bettelheim, Knopf, New York, 2002.
- Sutton, Nina: Bruno Bettelheim: The Other Side of Madness, Duckworth Press, London, 1995. (traduzido do francês por David Sharp em colaboração com o autor. Publicado sob título Bruno Bettelheim, a Life and a Legacy.)
- Zipes, Jack: "On the Use and Abuse of Folk and Fairy Tales with Children: Bruno Bettelheim's Moralistic Magic Wand", em Zipes, Jack: Breaking the Magic Spell: Radical Theories of Folk and Fairy Tales, University of Texas Press, Austin, 1979.